# Bernard Zénier
Bernard Zénier (ur. 21 sierpnia 1957 w Giraumont w departamencie Meurthe i Mozela) – francuski piłkarz występujący na pozycji napastnika.
Z zespołem Girondins Bordeaux w 1984 zdobył mistrzostwo Francji. Puchar Francji wywalczył w 1988 z FC Metz. W 1987 został królem strzelców Division 1. W latach 1977–1987 rozegrał 5 meczów w reprezentacji Francji i strzelił dla niej 1 gola.